# Parafia Najświętszej Maryi Panny Królowej Korony Polskiej w Brześciu
Parafia Najświętszej Maryi Panny Królowej Korony Polskiej w Brześciu – rzymskokatolicka parafia znajdująca się w diecezji pińskiej, w dekanacie brzeskim, na Białorusi.
Proboszcz parafii Najświętszej Maryi Panny Królowej Korony Polskiej w Brześciu sprawuje opiekę duszpasterską również w parafii św. Józefa w Żabince.

## Historia
W sierpniu 1937 biskup piński Kazimierz Bukraba polecił ks. Wacławowi Piątkowskiemu, prefektowi szkół w Brześciu nad Bugiem, zorganizowanie nowej parafii w dzielnicy Kijówka. Mieszkało tam wtedy ok. 8000 osób z czego połowę stanowili katolicy. Należeli oni do parafii Podwyższenia Krzyża Świętego. W dniach 1 lipca – 13 sierpnia wzniesiono tymczasową kaplicę, którą 15 sierpnia poświęcił ks. Piątkowski. 16 października 1938 bp Bukraba erygował parafię Najświętszej Maryi Panny Królowej Korony Polskiej w Brześciu nad Bugiem, mianując ks. Piątkowskiego pierwszym proboszczem. Plebania mieściła się przy ul. Jasnej 29. 30 lipca 1939 bp Bukraba poświęcił kamień węgielny pod budowę kościoła, który zaprojektował Wincenty Wdowiszewski. Kolejnego dnia przystąpiono do zalewania fundamentów. Budowę przerwał wybuch II wojny światowej. Nigdy nie została wznowiona.
Po wojnie miasto znalazło się w granicach ZSRR. Wielu parafian wyjechało w nowe granice Polski. Proboszcz Piątkowski opuścił Brześć 22 września 1947 wyjeżdżając na parafię w byłym powiecie stołpeckim, gdzie brakowało księży, a następnie zostając więźniem łagrów. Kaplica nie została zamknięta przez komunistów, cały czas służąc wiernym.